# Malab Bani Jas
Malab Bani Jas – stadion piłkarski w stolicy Zjednoczonych Emiratów Arabskich, Abu Zabi. Został otwarty w lutym 2010 roku, a jego pojemność wynosi 10 000 widzów. Swoje spotkania rozgrywa na nim drużyna Baniyas SC.